# 29号州际公路
29号州际公路（英語：Interstate 29）是一条南北方向的州际公路。该公路连接了密苏里州堪萨斯城和北达科他州的美加边境，全长750.58英里。